# Sloveniens flag
Sloveniens flag består af tre lige brede vandrette striber i farverne hvid (øverst), blå og rød, med Sloveniens rigsvåben. Rigsvåbnet er et skjold, der viser Sloveniens højeste bjerg, Triglav, sammen med to bølgende blå streger, som repræsenterer Adriaterhavet. Over dette hænger tre sekstakkede stjerner.
Vore dages flag blev officielt taget i brug 27. juni 1991.

## Eksternt link
- Slovenia på Flags of the  World

- Wikimedia Commons har flere filer relateret til Sloveniens flag

| Flag | Spire Denne artikel om flag eller vexillologi er en spire som bør udbygges. Du er velkommen til at hjælpe Wikipedia ved at udvide den. |